# Бйорн Крупп
Бйорн Крупп (нім. Björn Krupp, нар. 6 березня 1991, Баффало) — німецький хокеїст, захисник клубу ДХЛ «Вольфсбург». Гравець збірної команди Німеччини.

## Ігрова кар'єра
Бйорн народився у Баффало коли його батько захищав кольори «Баффало Сейбрс». Після розлучення батьків у 1996 році він повернувся з матір'ю до Німеччини. У 2002 році він повернувся до Північної Америки, де його батько продовжував виступи в складі клубу «Атланта Трешерс» і саме тут у віці одинадцяти років і почав займатись хокеєм Бйорн.
Хокейну кар'єру розпочав 2006 року виступами на юніорському рівні. Влітку 2008 року Крупп перебрався до канадської команди «Бельвіль Буллз».
У вересні 2011 Бйорн повернувся до Німеччини та уклав контракт з клубом «Кельнер Гайє», одним з тренерів команди був його батько.
У грудні 2014 року Крупп на правах оренди перейшов до «Вольфсбургу», а у квітні 2015 року сторони уклали дворічний контракт.
У розпал сезону 2018–19 17 листопада 2018 року Крупп погодився на трирічний контракт з клубом ДХЛ «Адлер Мангейм».
Після двох років у складі «орлів» Крупп повернувся до «Вольфсбургу».

## На рівні збірних
Був гравцем молодіжної збірної США, у складі якої брав участь у 6 іграх.
17 грудня 2013 року він дебютував у національній збірній Німеччини в матчі проти збірної Латвії.
Пізніше Крупп брав участь у чемпіонаті світу 2015 та 2018 років. Срібний призер Олімпійських ігор 2018 року.

## Статистика

### Клубні виступи
| Сезон     | Клуб             | Ліга      | Регулярний сезон | Регулярний сезон | Регулярний сезон | Регулярний сезон | Регулярний сезон | Плей-оф | Плей-оф | Плей-оф | Плей-оф | Плей-оф |
| Сезон     | Клуб             | Ліга      | І                | Г                | П                | О                | ШХ               | І       | Г       | П       | О       | ШХ      |
| --------- | ---------------- | --------- | ---------------- | ---------------- | ---------------- | ---------------- | ---------------- | ------- | ------- | ------- | ------- | ------- |
| 2006–07   | ТПХ Тандер       | Midget    | 40               | 6                | 7                | 13               | 57               | —       | —       | —       | —       | —       |
| 2007–08   | США              | ПАХЛ      | 43               | 0                | 3                | 3                | 40               | 3       | 1       | 0       | 1       | 0       |
| 2008–09   | «Бельвіль Буллз» | ОХЛ       | 57               | 1                | 3                | 4                | 22               | 17      | 0       | 0       | 0       | 9       |
| 2009–10   | «Бельвіль Буллз» | ОХЛ       | 67               | 0                | 11               | 11               | 53               | —       | —       | —       | —       | —       |
| 2010–11   | «Бельвіль Буллз» | ОХЛ       | 61               | 1                | 10               | 11               | 54               | 4       | 0       | 0       | 0       | 2       |
| 2011–12   | «Кельнер Гайє»   | ДХЛ       | 48               | 0                | 8                | 8                | 70               | 4       | 0       | 0       | 0       | 2       |
| 2012–13   | «Кельнер Гайє»   | ДХЛ       | 40               | 1                | 8                | 9                | 22               | 12      | 0       | 2       | 2       | 8       |
| 2012–13   | «Дуйсбург»       | БЛ 3      | 8                | 1                | 4                | 5                | 2                | —       | —       | —       | —       | —       |
| 2013–14   | «Кельнер Гайє»   | ДХЛ       | 52               | 4                | 4                | 8                | 48               | 17      | 0       | 2       | 2       | 16      |
| 2014–15   | «Кельнер Гайє»   | ДХЛ       | 25               | 0                | 0                | 0                | 24               | —       | —       | —       | —       | —       |
| 2014–15   | «Вольфсбург»     | ДХЛ       | 26               | 1                | 4                | 5                | 22               | 11      | 0       | 0       | 0       | 20      |
| 2015–16   | «Вольфсбург»     | ДХЛ       | 51               | 0                | 3                | 3                | 112              | 6       | 0       | 0       | 0       | 0       |
| 2016–17   | «Вольфсбург»     | ДХЛ       | 51               | 0                | 8                | 8                | 114              | 18      | 1       | 1       | 2       | 6       |
| 2017–18   | «Вольфсбург»     | ДХЛ       | 52               | 2                | 6                | 8                | 42               | 7       | 0       | 2       | 2       | 4       |
| 2018–19   | «Вольфсбург»     | ДХЛ       | 49               | 0                | 6                | 6                | 12               | —       | —       | —       | —       | —       |
| 2019–20   | «Адлер Мангейм»  | ДХЛ       | 36               | 1                | 2                | 3                | 53               | —       | —       | —       | —       | —       |
| 2020–21   | «Адлер Мангейм»  | ДХЛ       | 33               | 2                | 2                | 4                | 14               | 6       | 0       | 0       | 0       | 2       |
| ДХЛ разом | ДХЛ разом        | ДХЛ разом | 463              | 11               | 51               | 62               | 533              | 81      | 1       | 7       | 8       | 58      |

### Збірна
| Рік                | Команда            | Турнір             | Місце              | І  | Г | П | О | ШХ |
| ------------------ | ------------------ | ------------------ | ------------------ | -- | - | - | - | -- |
| 2008               | США                | U17                | 2                  | 6  | 0 | 0 | 0 | 4  |
| 2015               | ФРН                | ЧС                 | 10-е               | 7  | 0 | 0 | 0 | 2  |
| 2018               | ФРН                | ОІ                 | 2                  | 7  | 0 | 0 | 0 | 0  |
| 2018               | ФРН                | ЧС                 | 11-е               | 7  | 1 | 0 | 1 | 0  |
| Молодіжна збірна   | Молодіжна збірна   | Молодіжна збірна   | Молодіжна збірна   | 6  | 0 | 0 | 0 | 4  |
| Національна збірна | Національна збірна | Національна збірна | Національна збірна | 21 | 1 | 0 | 1 | 2  |